# Al-Ka’abijja
Al-Ka’abijja (arab. القعابية, Al-Qaʿābiyyah) – osada położona we wschodniej części Kataru, w prowincji Asz-Szamal.